# Левашов, Владимир Васильевич
Граф  Владимир Васильевич Левашов  (30 ноября 1834 — 26 мая 1898) — генерал от артиллерии, участник Крымской войны, член «Барановской комиссии». Кутаисский военный губернатор, градоначальник Одессы (1874—1878). Представитель рода Левашовых, владелец дворца в Гаспре (с 1865 года).

## Биография
Младший сын В. В. Левашова, фаворита Николая I. Родился 30 ноября 1834 года. Окончил Пажеский корпус и Михайловское артиллерийское училище по первому разряду. 13 августа 1852 года определен корнетом на службу в лейб-гвардейский гусарский полк.
5 июня переведён в конно-артиллерийскую лёгкую батарею. 11 июня 1854 года назначен адъютантом к Его Императорскому Высочеству Великому князю Михаилу Николаевичу. В 1856 году командирован в Париж для составления Императору Наполеону III орудия. 2 декабря 1858 года назначен членом комитета об улучшении штуцеров и ружей.
24 августа 1860 года член совещательной оружейной комиссии временного артиллерийского комитета. С 1 сентября 1861 года мировой посредник по крестьянским делам по Санкт-Петербургскому уезду.

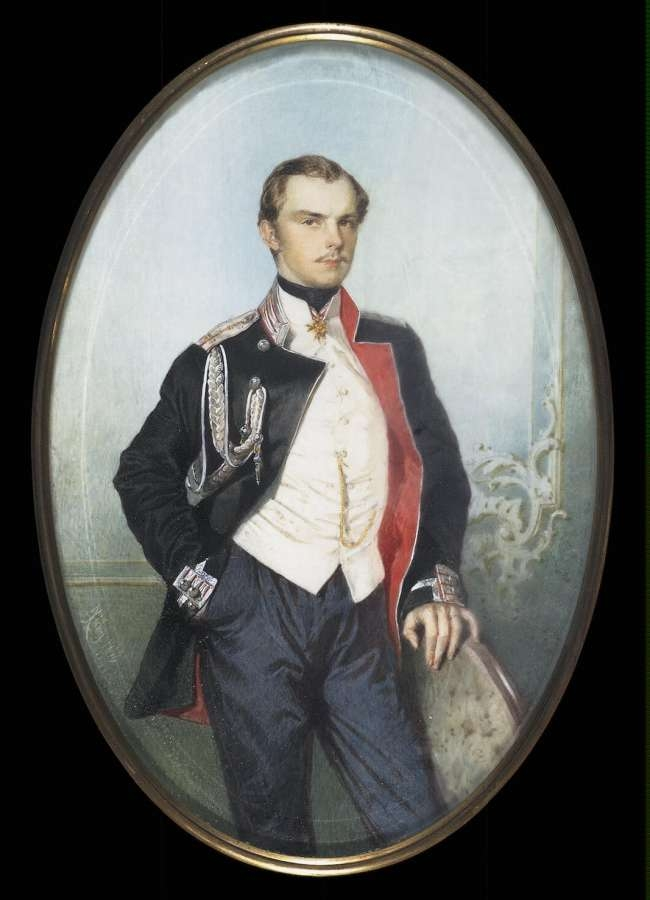
Молодой Левашов на портрете графа Зичи

30 августа 1862 года произведён в полковники. 24 апреля того же года назначен исполняющим должность управляющего временным отделением главного управления наместника Кавказского по делам гражданского устройства Кавказского и Закавказского края. 8 ноября 1866 года произведён в генерал-майоры, с назначением состоять при наместнике Кавказском и с зачислением по полевой конной артиллерии.
Назначен кутаисским военным губернатором. С 27 сентября 1871 года — в Свите Его Императорского Величества. 28 сентября 1874 года уволен с должности кутаисского губернатора. 17 августа 1876 года назначен градоначальником Одессы. 14 сентября 1878 года отчислен от должности градоначальника Одессы.
30 августа 1880 года произведён в генерал-лейтенанты с назначением состоять при министерстве внутренних дел. 15 марта 1882 года командирован в Тифлис для участия в комиссии по пересмотру действующих узаконений о гражданском управлении на Кавказе и составлении по сему делу положении.
2 марта 1885 года назначен состоять по военному министерству с оставлением по полевой конной артиллерии, а 30 августа 1894 года в был произведён в генералы от артиллерии. Умер четыре года спустя, оставив наследникам значительное левашовское состояние. Похоронен в Духовской церкви Александро-Невской лавры.

## Воинские звания
- В службу вступил (13.08.1852)[2]
- Корнет (13.08.1852)
- Поручик (05.06.1854)
- Подпрапорщик артиллерии (11.11.1854)
- Поручик гвардейской артиллерии (21.06.1855)
- Штабс-капитан (16.08.1857)
- Капитан (30.08.1858)
- Полковник (30.08.1862)
- Генерал-майор (30.08.1869)
- Генерал-лейтенант (30.08.1880)
- Генерал от артиллерии (30.08.1894)

## Награды
российские:
- Орден Святой Анны 3 ст. с мечами (1854)[2]
- Орден Святого Станислава 2 ст. (1855)
- Орден Святого Владимира 4 ст. (1856)
- Орден Святой Анны 2 ст. (1861)
- Золотое оружие «За храбрость» (1863)
- Орден Святого Владимира 3 ст. с мечами (1864)
- Орден Святого Станислава 1 ст. (1869)
- Орден Святой Анны 1 ст. (1870)
- Орден Святого Владимира 2 ст. (1874)

иностранные:
- Прусский Орден Красного Орла 4 ст. (1856)
- Французский Орден Почетного Легиона (1856)
- Персидский Орден Льва и Солнца 2 ст. (1863)
- Баденский Орден Церингенского льва 2 ст. со звездой (1865)
- Персидский Орден Льва и Солнца 1 ст. (1871)
- Черногорский Орден Данило I 1 ст. (1877)
- Саксен-Кобург-Готский Орден Саксен-Эрнестинского дома командорский крест 1 класса (1881)

## Память
Улица Карантинная в Одессе в память Левашова звалась Левашовской (1881—1927).

## Семья

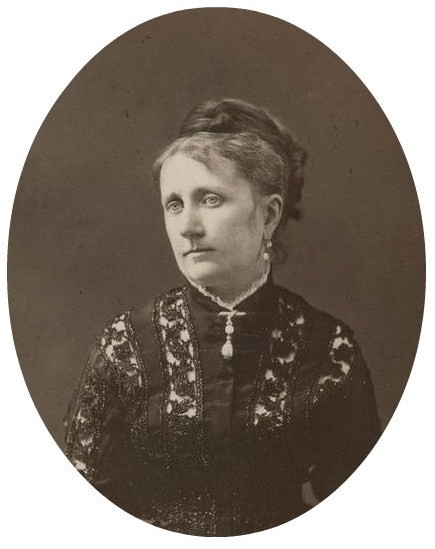
Ольга Викторовна Левашова

Жена — графиня Ольга Викторовна Панина (1836—1904), фрейлина двора (1854), старшая дочь министра юстиции графа В. Н. Панина. По отзыву современников, была женщина светская, блистательного ума и недюжинных способностей. В браке родились:
- Мария (1859—1938), вышла замуж за князя Леонида Вяземского; их младшему сыну впоследствии было дозволено принять титул графа Левашова.
- Василий (1862—1880), похоронен рядом с родителями.
- Екатерина (1867 — после 1920), в замужестве за Константином Ивановичем Ксидо, владелица усадьбы Осиновая Роща.
- Евгения (1873—1877)